# ズムウォルト (ミサイル駆逐艦)
ズムウォルト（英語: USS Zumwalt DDG-1000）は、アメリカ海軍のミサイル駆逐艦であり、ズムウォルト級ミサイル駆逐艦のネームシップである。アメリカ海軍作戦部長であった故エルモ・ズムウォルト・ジュニア海軍大将に因んで命名され、艦尾には「Z」が大書きされている。
徹底した傾斜平面造形からなるタンブルホーム型船形、砲身の収納機能、マストの廃止、レーダーアンテナの全面的固定フェイズドアレイ方式化などにより、在来のステルス設計艦艇と一線を画する高度なステルス性がある。建造費は43億ドル。

## 艦歴
ジェネラル・ダイナミクス社バス鉄工所にて建造されて、2011年11月17日最初の船体ブロックが船台に据え付けられ起工となった。
2013年10月13日進水し、2015年12月7日バス鉄工所を離れて海上公試を開始した。
2016年5月20日に海軍に引渡し、10月15日に就役、初代艦長はジェームス・A・カーク大佐。メリーランド州ボルティモアからカリフォルニア州サンディエゴへ回航する途中にパナマ運河内で故障し、近くのアメリカ海軍施設まで曳航されたこともあった。
実戦配備後は、佐世保基地での運用も予定されているとされていたが、サンディエゴ海軍基地に配備された。2022年9月26日、故安倍晋三国葬儀への参列で来日するハリス副大統領の来日に合わせて横須賀基地に寄港し、28日に副大統領の視察を受けた。
2023年8月、インガルス造船所に到着し、そこで2年間に及ぶ近代化改修を受けることとなった。 この改修では、アメリカ海軍初となる極超音速兵器の運用能力を付与され、共通極超音速滑空体(C-HGB)という弾頭がマッハ5以上という高速で飛翔し、これにより数百km圏内の目標なら数分で攻撃できるようになるといわれる。 今回の「ズムウォルト」での改装ではその極超音速兵器を搭載できる4つの発射管が設置され、この発射管の大きさは87インチ（約2.2m）で、そこには3基の極超音速兵器を搭載できる。よって、この改修によって「ズムウォルト」は全部で12基の新型兵器が搭載できるようになり、これにより前述したようにアメリカ海軍初の極超音速兵器を搭載した軍艦になる予定。